# Sân bay quốc tế Gerald R. Ford
Sân bay quốc tế Gerald R. Ford (IATA: GRR, ICAO: KGRR, LID FAA: GRR) là một sân bay thương mại ở Cascade Township cự ly khoảng 13 dặm (21 km) về phía đông nam Grand Rapids, Michigan. Sân bay này thuộc sở hữu của Hội đồng quận Kent và được quản lý bởi một đơn vị độc lập.  The Federal Aviation Administration (FAA) Quy hoạch Quốc gia về Hệ thống Sân bay Tích hợp của Cục hàng không Liên bang Mỹ phân loại sân bay này giai đoạn 2017–2021 là một sân bay dịch vụ thương mại trung tâm hàng đầu hạng nhỏ.
Sân bay đã được khai trương với tên gọi ban đầu là Sân bay quận Kent và sau này đổi tên thành Sân bay quốc tế quận Kent; vào tháng 12 năm 1999 sân bay được đổi tên cho Gerald R. Ford, Phó Tổng thống thứ 40 và Tổng thống thứ 38 của Hoa Kỳ. Ford đại diện cho khu vực Grand Rapids trong Hạ viện Hoa Kỳ từ năm 1949 đến năm 1973.
Sân bay này là sân bay thương mại lớn nhất trong khu vực Tây Michigan và là sân bay lớn thứ hai ở Michigan sau Sân bay Thủ phủ Detroit. GRR có diện tích 3,127 mẫu Anh (1,265 ha).
Sân bay hiện có 34 tuyến bay nội địa.